# Смях и сълзи
„Смях и сълзи“ е частен пътуващ театър, основан през 1909 г. от Антон Страшимиров. Седалището му е във Варна, а художествен ръководител и режисьор е Стоян Бъчваров.

## История
Първото представление на театъра е на 5 септември 1910 г. с пиесата „Къща“ от Антон Страшимиров. Като пътуващ театър съществува 10 месеца. Със субсидия на Варненската община, след юли 1911 г., театъра функционира като Варненски театър „Смях и сълзи“. През сезон 1911-1912 отново се трансформира в пътуващ театър, а след това се разформирова.

## Актьорски състав
В трупата на театъра играят артистите Николина Бъчварова, Нивяна Тенева, А. Страшимирова, Владимир Тенев, Методи Савов, Мила Савова, Ст. Стоянов, П. Дюлгеров, С. Райнов, Иван Янев, Ана Андонова, Неделчо Николаев, Георги Пантев.

## Спектакли
Трупата на театъра поставя на сцена множество спектакли, по-значимите са:
- „Гъркиня“ от Антон Страшимиров
- „Фарисеи“ от Джордж Бърнард Шоу
- „Роза Бернд“ от Герхарт Хауптман
- „Мадам Сан Жен“ от Викториен Сарду
- „Венецианският търговец“ от Уилям Шекспир